# Buque patrullero

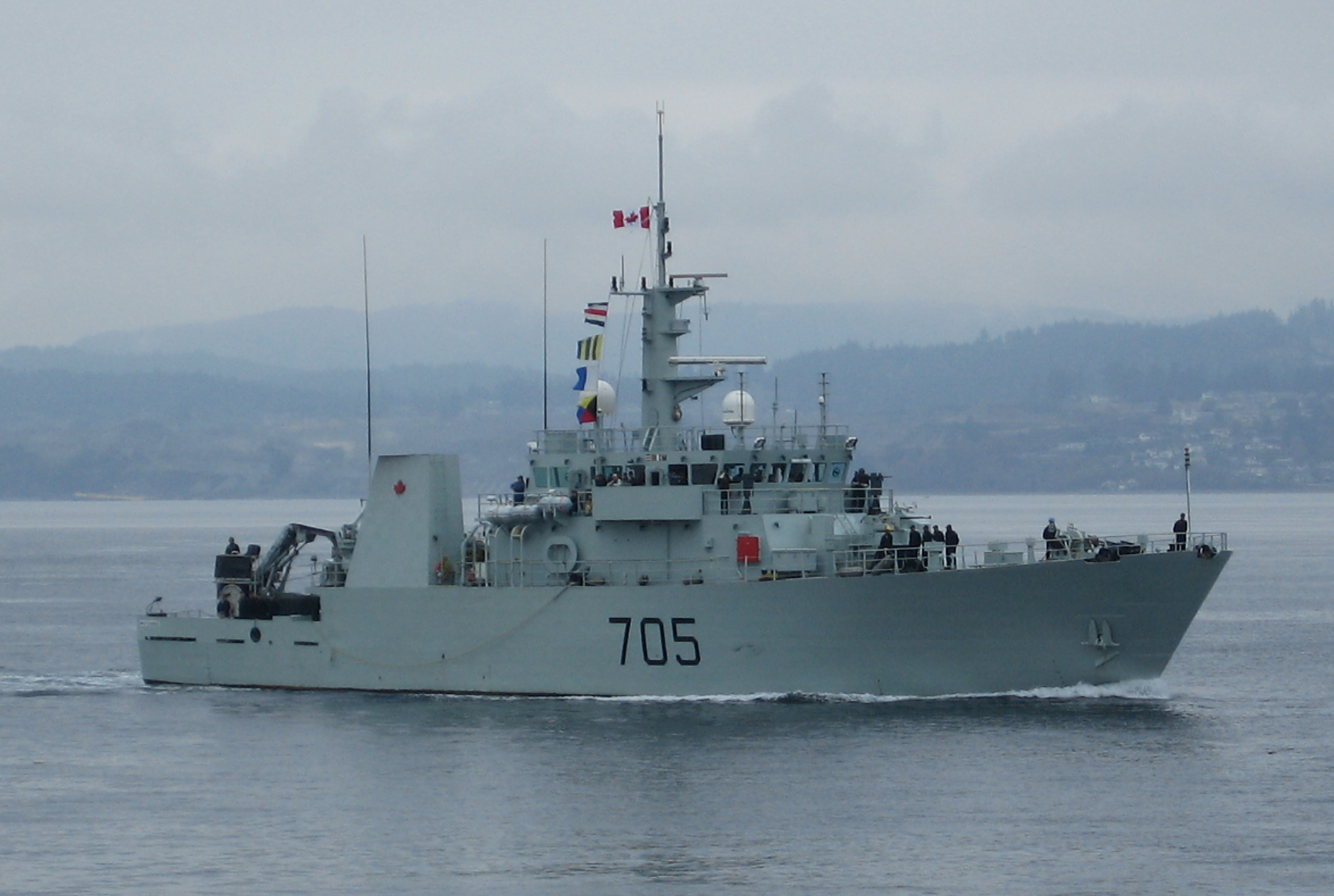
Buque patrullero Clase Kingston de la Royal Canadian Navy.

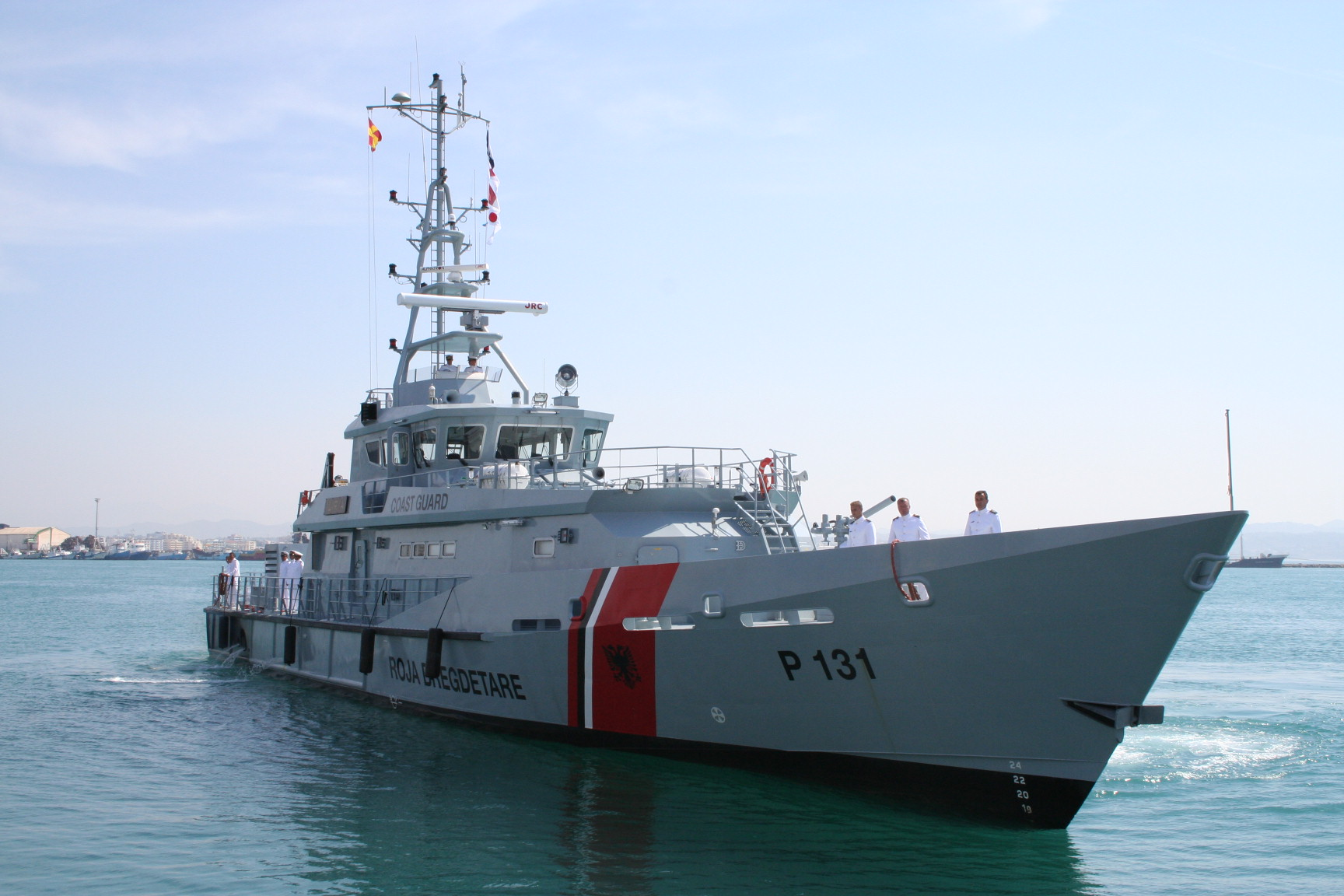
El Iliria, ejemplo de un moderno buque patrullero de la Fuerza Naval Albanesa.

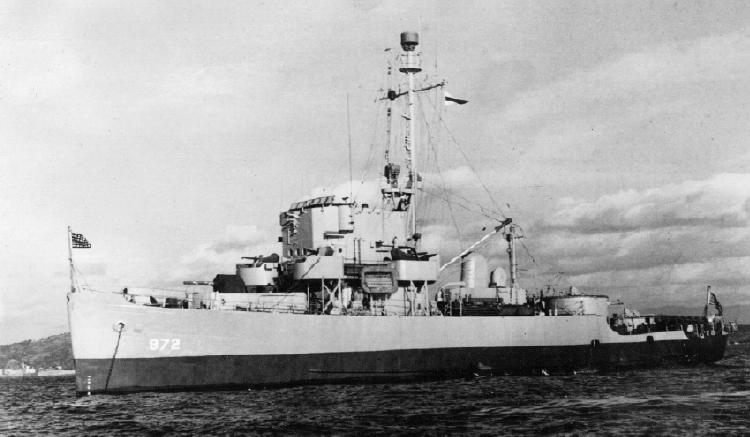
El PCE-872, un buque patrullero de escolta de la Armada de los Estados Unidos durante la Segunda Guerra Mundial.

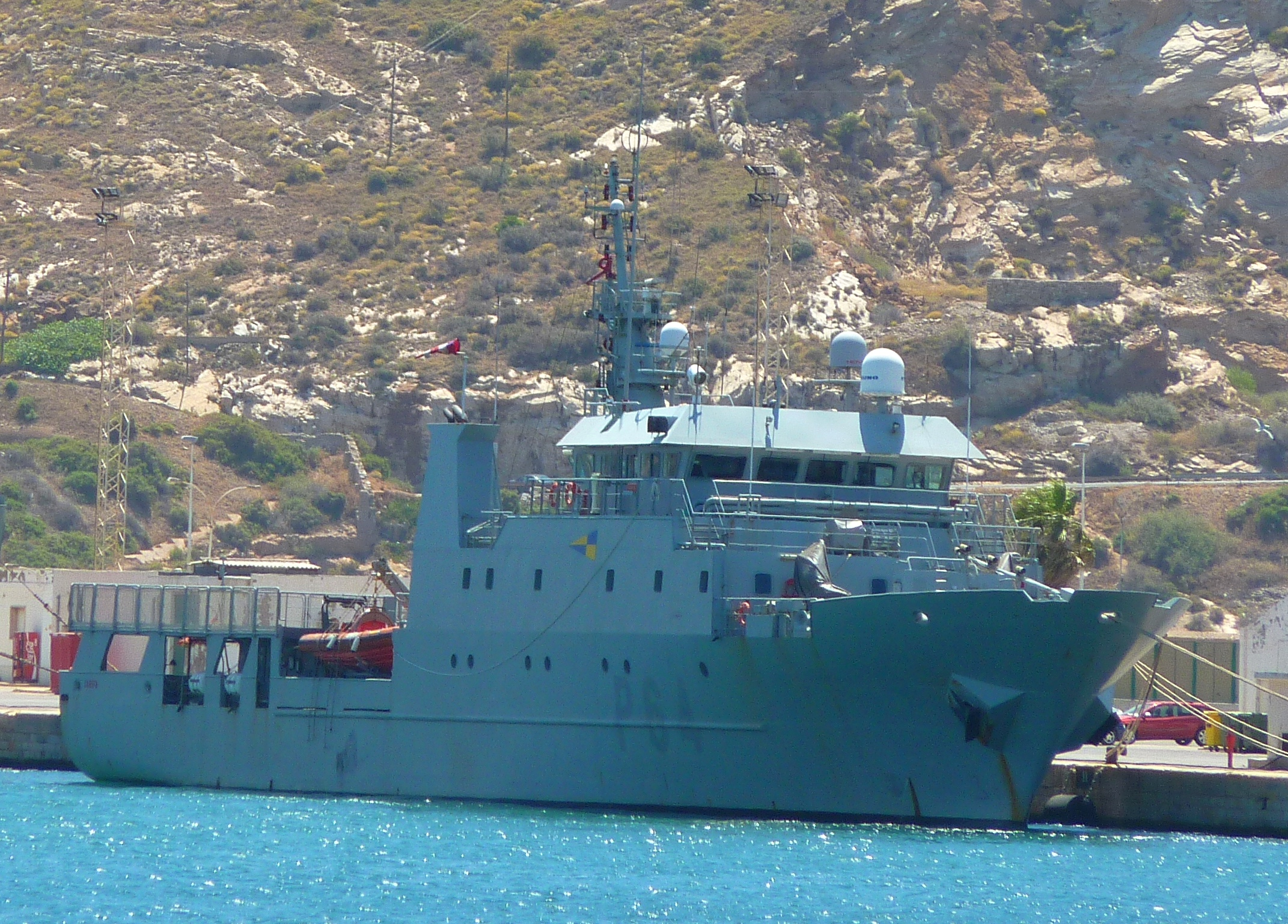
El Tarifa (P-64), un buque patrullero de la Armada Española.

Un buque patrullero es una embarcación relativamente pequeña, generalmente diseñada para misiones de defensa costera. Han existido varios diseños de buques patrulleros. Estos pueden ser operados por la Armada de un país, guardacostas o fuerzas policiales, pudiendo operar en altamar («aguas azules») y/o estuarios o ríos («aguas marrones»). Usualmente están asignados a diversos papeles de protección de fronteras, inclusive operaciones anticontrabando, antipiratería, patrullaje pesquero y control de la inmigración ilegal. También pueden ser usados para participar en operaciones de rescate.

## Clasificación

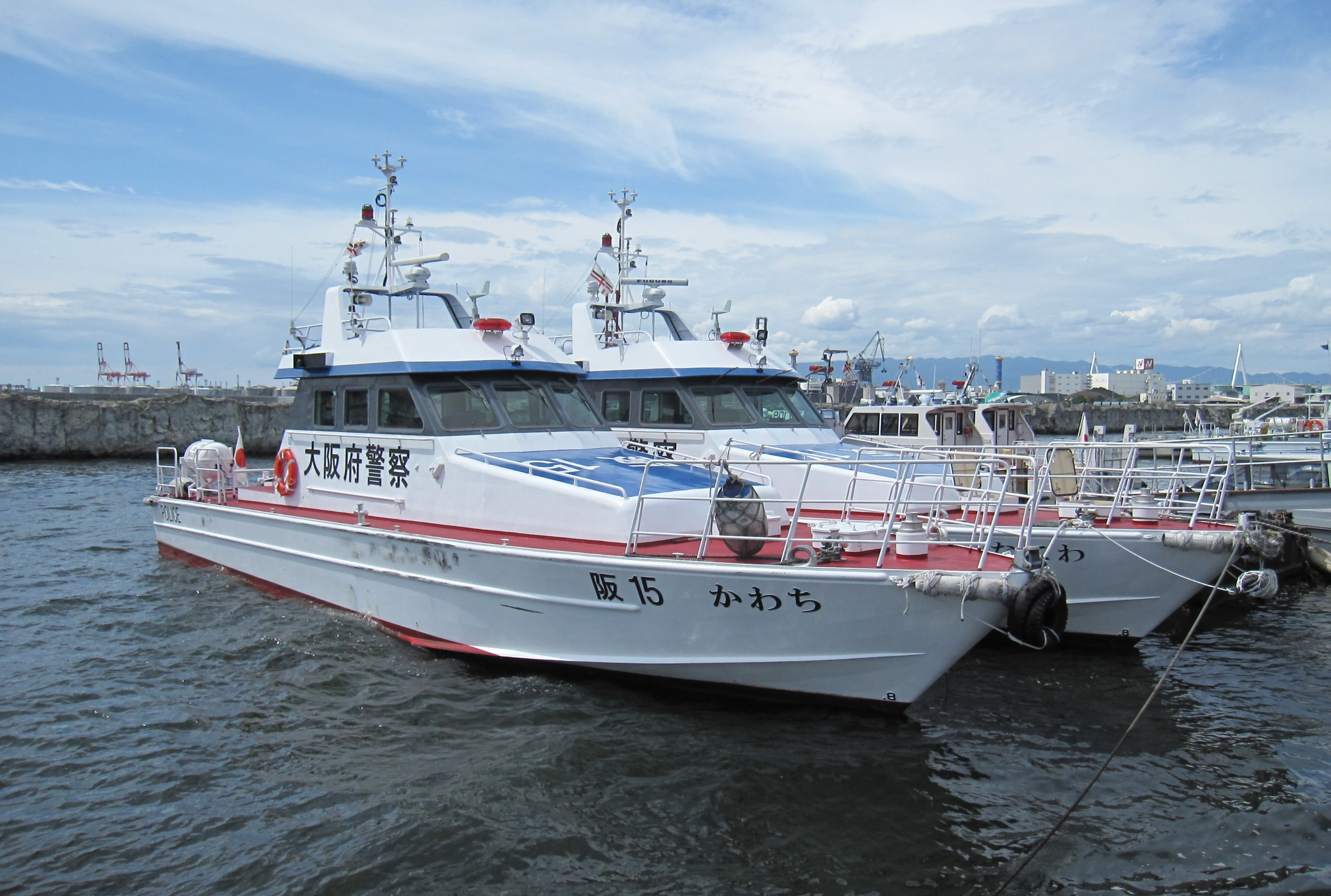
lancha patrullera kawachi

Pueden clasificarse como «navíos patrulleros fluviales» (NPF) y «navíos patrulleros de altamar» (NPA).
Estos buques de guerra son más pequeños que una corbeta, y pueden incluir a la lancha rápida de ataque, el buque torpedero y el barco lanzamisiles, aunque algunos pueden ser tan grandes como una fragata. Los NPA son usualmente los navíos más pequeños de una Armada que son lo suficientemente grandes y maniobrables para patrullar en altamar. En grandes armadas, como la Armada de los Estados Unidos, los NPA usualmente sirven en la Guardia Costera, pero muchas armadas de países más pequeñas operan este tipo de barcos.

## Historia
Para incrementar rápidamente el número de sus unidades durante las dos guerras mundiales, todos los bandos crearon buques patrulleros auxiliares al armar lanchas motoras y arrastreros (arrastrero armado) con ametralladoras y cañones obsoletos. Algunos buques patrulleros modernos aún están basados en lanchas civiles o pesqueros. Los buques patrulleros de altamar usualmente tienen una eslora de 30 m (100 pies) y llevan solo un cañón naval de calibre medio como armamento principal, así como una variedad de armamentos secundarios ligeros, tales como ametralladoras o un CIWS. Según su papel, los navíos de esta clase también pueden tener sensores más sofisticados y sistemas de control de disparo que les permiten transportar torpedos, misiles antibuque y misiles superficie-aire.
Los diseños más modernos están propulsados por turbinas de gas o sistemas mixtos, como el CODAG, alcanzando velocidades entre los 25-30 nudos. Son principalmente empleados para patrullar la zona económica exclusiva de un país. Entre sus misiones habituales figuran el patrullaje pesquero, operaciones anticontrabando (usualmente antinarcotráfico), control de inmigrantes ilegales, operaciones antipiratería, así como búsqueda y rescate. Los NPA más grandes también pueden tener una cubierta de vuelo y llevar un helicóptero embarcado. En tiempos de crisis o guerra, se espera que estos naviós apoyen a los navíos mayores de la Armada.
Su pequeño tamaño y costo relativamente bajo los hace el tipo de buque de guerra más común en el mundo. Casi todas las Armadas operan al menos unos cuantos buques patrulleros de altamar, especialmente aquellas con capacidad limitada. Son útiles en mares pequeños, como el Mar del Norte, así como en altamar. Entre los navíos militares similares figuran el buque torpedero y el barco lanzamisiles. La Armada de los Estados Unidos empleó los hidroalas armados Clase Pegasus por varios años en el papel de buque patrullero. La Lancha Patrullera Fluvial (Patrol Boat, River; PBR, a veces llamada "Fluvial" o "Pibber") es un diseño estadounidense de un pequeño buque patrullero diseñado para operar en las aguas de grandes ríos.

## Buques patrulleros por país
Costa Rica
Clase libertador

### Alemania
- Clase Bad Bramstedt - 2002 al presente.
- Clase PA - 1943 a 1945.
- Räumboot - 1929 a 1945.
- Arrastrero armado Tipo 139 - 1956 hasta mediados de la década de 1970.

### Argentina
Las lanchas misileras, torpederas y rápidas Clase Intrépida (FAC[M/T/G]) TNC-45) de la Armada Argentina son embarcaciones militares que, por su alto poder de fuego y su reducido tamaño, son ideales para operar en canales con aguas restringidas.
Patrulleros océanicos clase Gowind
- ARA Bouchard (P-51)

- ARA Piedrabuena (P-52)

- ARA Almirante Storni (P-53)

- ARA Contraalmirante Cordero (P-54)

Prefectura Naval Argentina.
- Clase Halcón
  - PNA Mantilla (GC-24) 1983-presente
  - PNA Azopardo (GC-25) 1983-presente
  - PNA Thompson (GC-26) 1983-presente
  - PNA Prefecto Fique (GC-27) 1983-presente
  - PNA Prefecto Derbes (GC-28) 1983-presente

### Australia

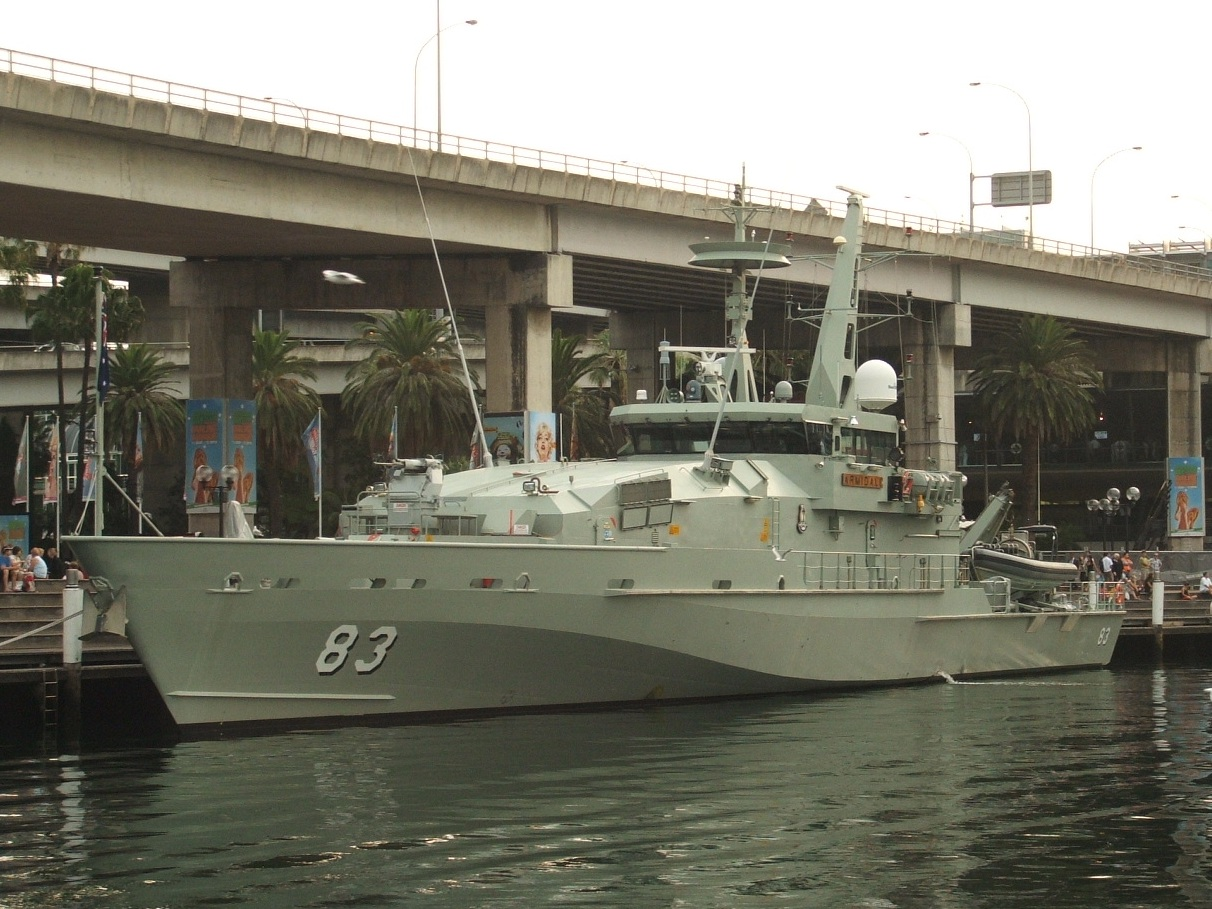
El HMAS Armidale de la Royal Australian Navy.

- Clase Attack (Royal Australian Navy) - 1967 a 1985.
- Clase Fremantle (Royal Australian Navy) - 1979 a 2007.
- Clase Armidale (Royal Australian Navy) - 2005 al presente.
- RV Triton (Customs Marine Unit) - 2000 al presente.
- Clase Cape (Customs Marine Unit) - Reemplazando a los Clase Bay a partir de 2013.

### Bahamas
- Clase 60m (Royal Bahamas Defence Force)
- Clase Protector

### Bangladés
- Clase Island
- Clase Sea Dragon
- Clase Padma
- Clase Meghna
- Clase Hainan
- Clase Kraljevica
- Clase Haizhui
- Clase Ajay
- Clase Shaheeed

### Brasil
- Clase Grajaú
- Clase Bracuí (ex barreminas Clase River)
- Clase Imperial Marinheiro
- Clase Piratini
- Clase J
- Clase Roraima
- Clase Pedro Texeira
- Clase Macaé
- Clase Amazonas[1][2]

### Canadá

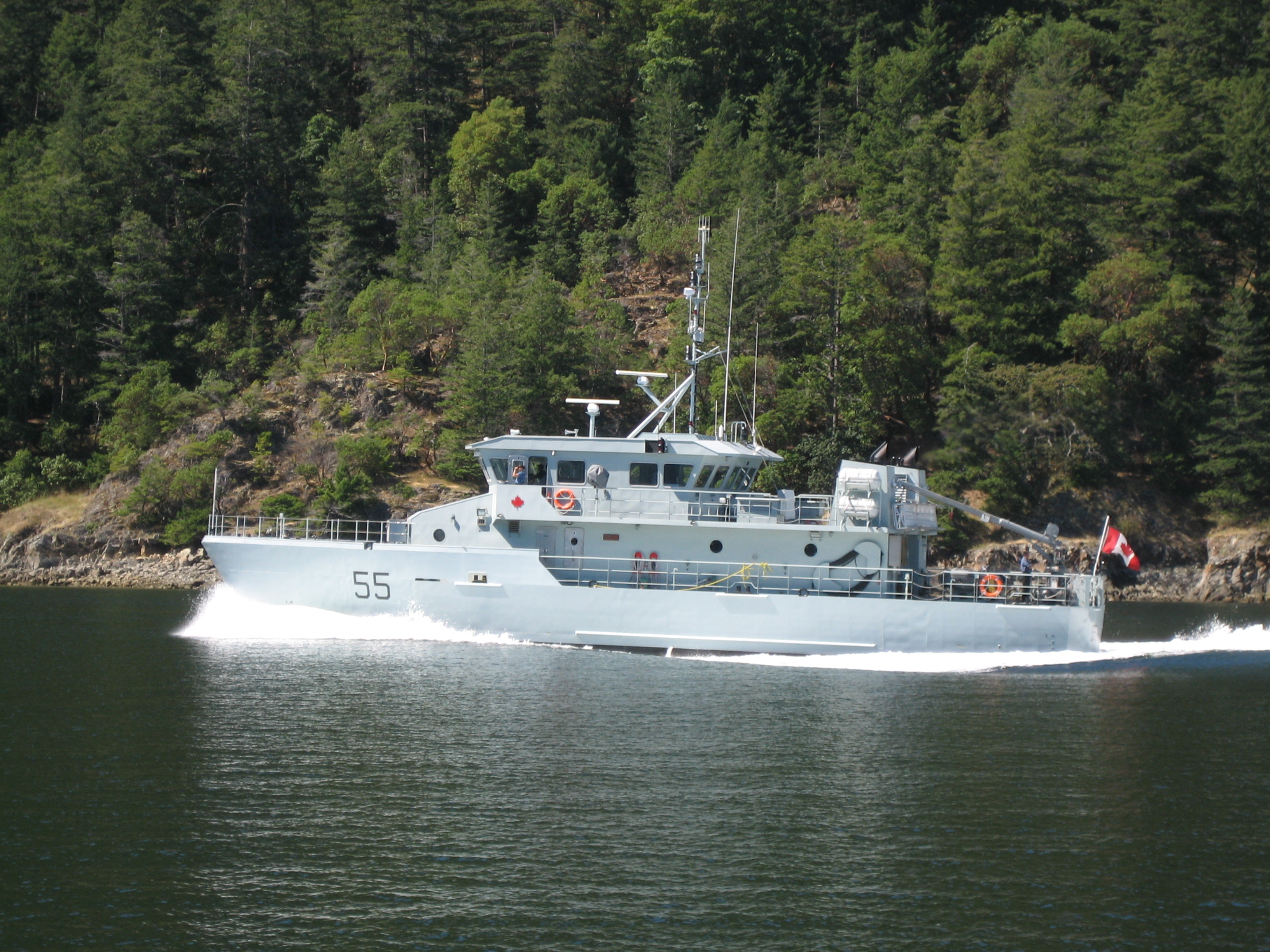
El PTC Orca, buque patrullero Clase Orca de la Real Marina Canadiense.

- Clase Kingston (Marina Real Canadiense)
- Clase Orca (Marina Real Canadiense)
- Clase Hero (Guardia Costera de Canadá; Serán suministrados entre 2011-2013)

### Colombia
- Fassmer-OPV-80, Buque patrullero oceánico construido bajo licencia de Fassmer, de 1700 t. Dos unidades en servicio, el ARC 20 De Julio (PZE-46), y el ARC 7 de Agosto (PZE-47), y otras 6 unidades en proceso de construcción.
- opv 45, en proceso de fabricación.

### Corea del Sur
- Clase Chamsuri (Armada de la República de Corea)
- Clase Gumdoksuri

### Chile
- OPV-PZM ASMAR, buque patrullero de alta mar construido bajo licencia de Fassmer OPV 80. De 1700 t con modificaciones al diseño original, va armado con un Bofors 40/70 y seis ametralladoras Browning M2, además de llevar un helicóptero embarcado. Cuatro (a noviembre del 2018) unidades en servicio, el Comandante Toro, El Piloto Pardo,  el "Marinero Fuentealba" (2015) armado con una pieza OTO Melara de 76 mm y el "Cabo Odger" con casco reforzado para operaciones antártica  y artillado con  un Oto Melara de 76 mm.

(Se mantiene vigente la construcción de dos patrulleros más)
- 06 Patrulleros Clase Taitao, 518 toneladas, 1 Bofors 40/70, 2 piezas de 12,7 mm y dos de 20 mm.
- 18 Patrulleros Clase Protector, 110 toneladas, 1 ametralladora 12,7mm, 2 7,62 mm.

- 8 Patrulleros Clase Dabur, 80 toneladas, 1 Oerlikon de 20 mm, 02 piezas de 7,62

Además se operan 3 patrulleros clase Reshef, de origen israelí,con capacidad misilistica (MM-40 block lll), 2 Oto Melara de 76mm, 2 Oerlikon de 20 mm, 2 M2Hb2 de 12.7 mm. y unas 50 embarcaciones ligeras semirrígidas para funciones de intercepción y rescate costero.

### China
- Buque de Seguridad Portuaria (BSP) - 4 buques patrulleros/vigías portuarios de construcción reciente y 80 t, planeándose construir más para reemplazar a los obsoletos cañoneros Clase Shantou, Clase Beihai, Clase Huangpu y Clase Yulin en las tares de seguridad portuaria y patrullaje, mientras que estos están siendo modificados para vigilancia fluvial y avituallamiento.
- Clase Tipo 062-I - 2 unidades.
- Clase Shanghái II
- Clase Shanghái I - Más de 150 en servicio activo y al menos 100 en reserva.
- Clase Shantou - menos de 25 (en reserva, subordinados a la Policía Naval).
- Clase Beihai - menos de 30 (en reserva, subordinados a la Policía Naval).
- Clase Huangpu - menos de 15 (en reserva, subordinados a la Policía Naval).
- Clase Yulin - menos de 40 (siendo transferidos a tareas de logística).

### Dinamarca
- Clase Knud Rasmussen - NPA
- Clase Diana - NPF

### Eslovenia
- Buque patrullero Triglav

### España

#### Armada Española

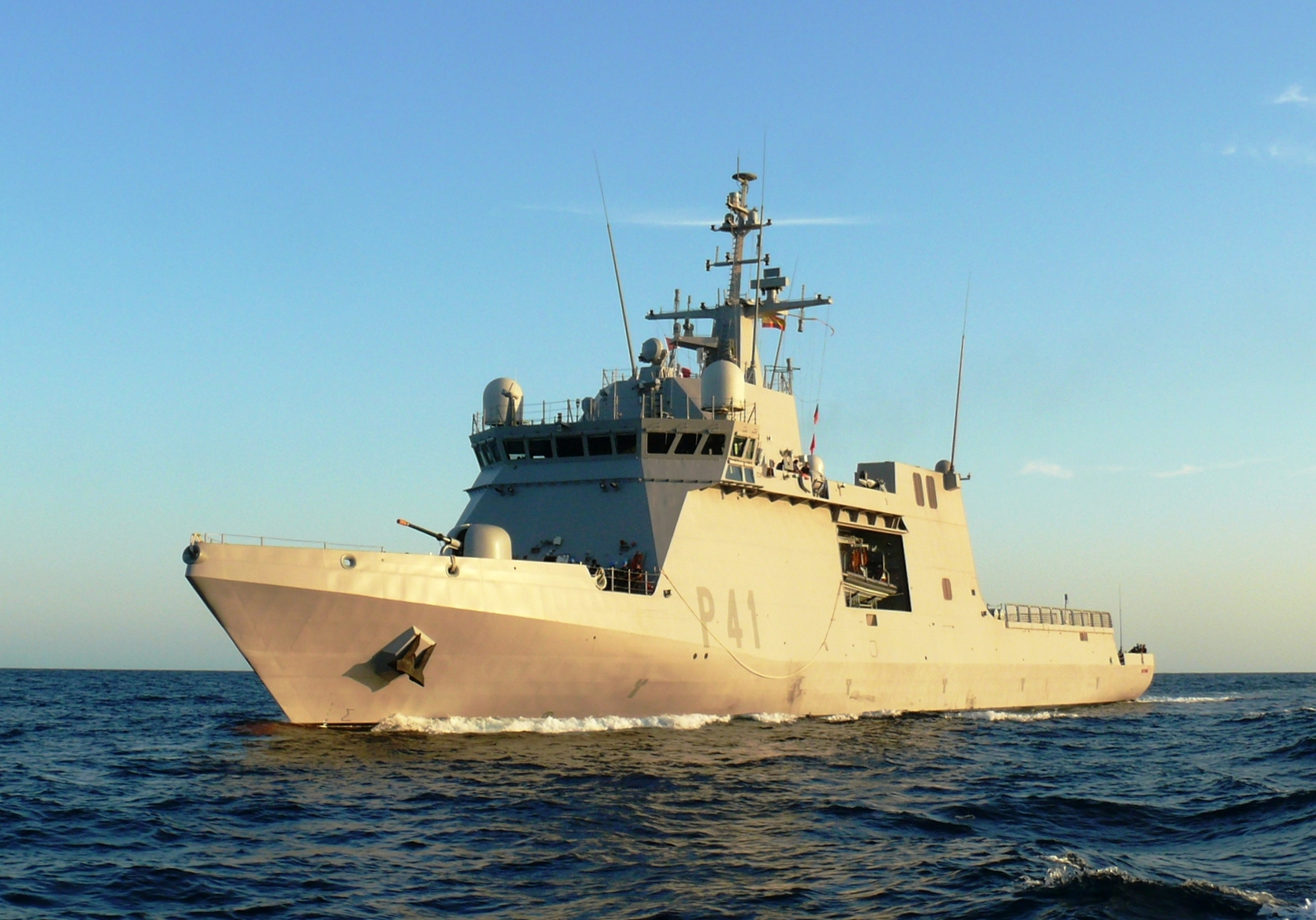
El Meteoro (P-41).

- Clase Meteoro
- Clase Descubierta
- Clase Serviola
- Clase Anaga
- Clase Toralla
- Clase Chilreu
- Clase P111
- Clase Cabo Fradera

#### Servicio Marítimo de la Guardia Civil

Buque patrullero de la Guardia Civil Río Segura.

Además de un gran número de patrulleras ligeras y medias, el Servicio Marítimo de la Guardia Civil cuenta con los siguientes patrulleros oceánicos:
- Río Miño
- Río Tajo
- Río Segura

#### Servicio de Vigilancia de Aduanas
Además de un gran número de patrulleras ligeras y medias, el Servicio de Vigilancia Aduanera cuenta con los siguientes patrulleros oceánicos:
- Petrel I
- Fulmar

### Estados Unidos

#### Armada de los Estados Unidos
- Clase Eagle (Buques Patrulleros), empleados en la Primera Guerra Mundial y la Segunda Guerra Mundial.
- Patrol Craft de la Segunda Guerra Mundial.
- Clase Cyclone
- Clase Dauntless

#### Guardia Costera de los Estados Unidos
- Cúteres de la Guardia Costera de Estados Unidos
- Clase Marine Protector
- Clase Island
- Clase Sentinel

### Filipinas
Armada de Filipinas
- Clase Mariano Álvarez
- Clase General Emilio Aguinaldo
- Clase Kagitingan
- Clase Tomás Baratillo
- Clase Conrado Yap
- Clase José Andrada

### Finlandia
- Clase Kiisla (Antes sirviendo con la Guardia Fronteriza Finlandesa, ahora con la Armada Finlandesa)
- UVL10, un nuevo NPA que está siendo construido por STX Finland.
- Clase VMV (Armada Finlandesa)

### Francia
- Clase P400 (Marina Nacional de Francia)
- Clase Floréal (Marina Nacional de Francia)
- Clase Flamant (Marina Nacional de Francia)
- Clase Espadon (Marina Nacional de Francia)

### Grecia

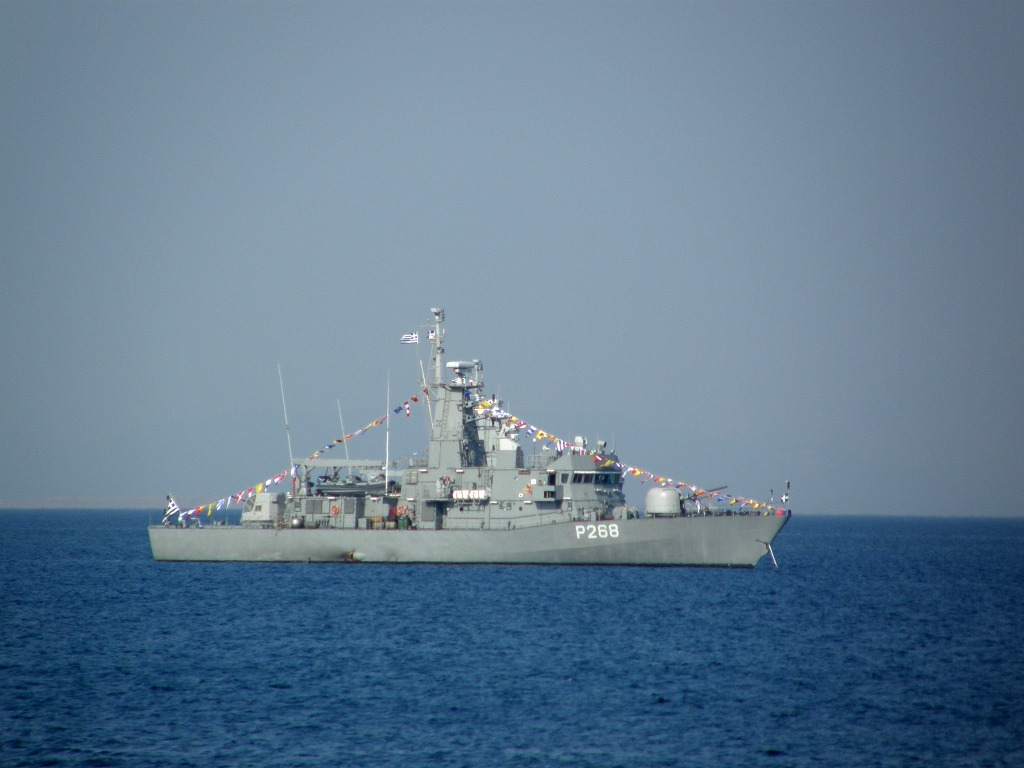
El cañonero Clase HSY-56A HS Aittitos, P-268 de la Armada de Grecia.

#### Armada de Grecia
- Cañoneros Clase Osprey 55 y sus derivados, Clase HSY-55 y Clase HSY-56A.[3][4]
- Cañoneros Clase Asheville.[5]
- Buques patrulleros Clase Nasty, antes buques torpederos.
- Buques patrulleros Clase Esterel.

#### Guardia Costera de Grecia
- Buques patrulleros Clase Sa'ar 4.[6]
- Buque patrullero Vosper Europatrol 250 Mk1.
- Buques patrulleros Abeking & Rasmussen.
- Buques patrulleros MotoMarine Panther 57 y sus derivados.

### Hong Kong

#### Policía de Hong Kong
- Clase Sea Panther

### India
- Clase Car Nicobar, Armada India.
- Clase Bangaram, Armada India.
- Clase Saryu, Armada India.
- Clase Sukanya, Armada India.

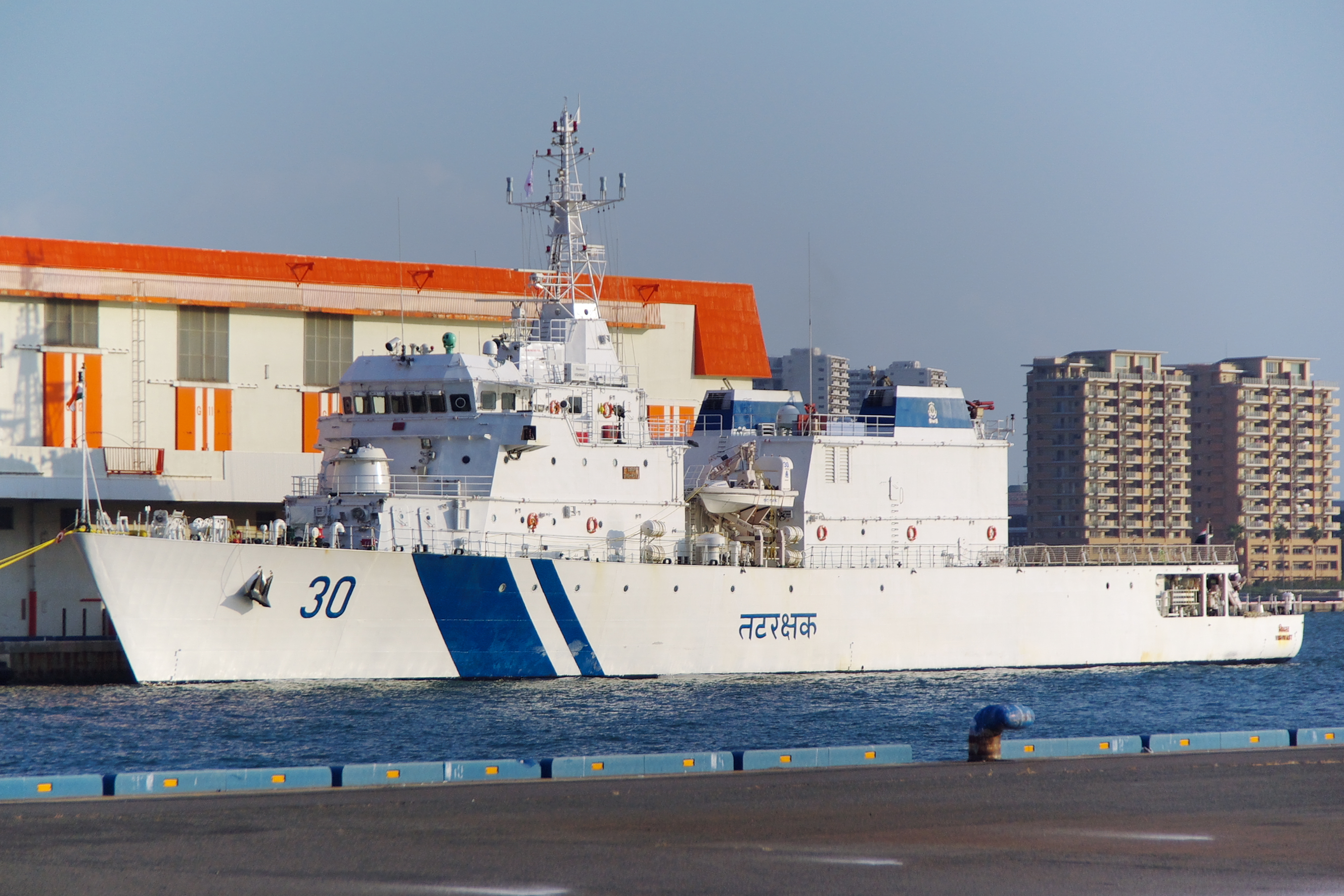
El buque patrullero de la Guardia Costera de la India ICGS Vishwast (OPV-30) en el Muelle Shinko No. 2, Puerto de Kobe, Chuo-ku, Kobe, Prefectura de Hyogo, Japón.

- Clase Samar, Guardia Costera India.
- Clase Vishwast, Guardia Costera India.
- Clase Sarojini Naidu, Guardia Costera India.
- Clase Tara Bai, Guardia Costera India.
- Clase Priyadarshini, Guardia Costera India.
- Clase Jija Bai, Guardia Costera India.
- Clase Vikram, Guardia Costera India.
- Clase Sankalp, Guardia Costera India.

### Indonesia
- FPB 28, Policía de Indonesia y Aduanas de Indonesia, buque patrullero de 28 m de eslora fabricado por el astillero PT.PAL.
- FPB 38, Aduanas de Indonesia, buque patrullero de 38 m eslora con casco de aluminio fabricado por el astillero PT.PAL.
- FPB 57, Armada de Indonesia, buque patrullero de 57 m de eslora diseñado por Luerssen y fabricado por PT.PAL, algunas versiones siendo equipadas con ASM y cubierta para helicóptero.
- PC-40, Armada de Indonesia, buque patrullero de 40 m de eslora con casco de FRP/aluminio, fabricado por el Taller de la Armada.
- Trimarán PC-60, Armada de Indonesia, buque patrullero de 63 m de eslora con cascos de material compuesto, armado con misiles antibuque con un alcance de 120 km, fabricados por PT Lundin Industry.

### Irlanda

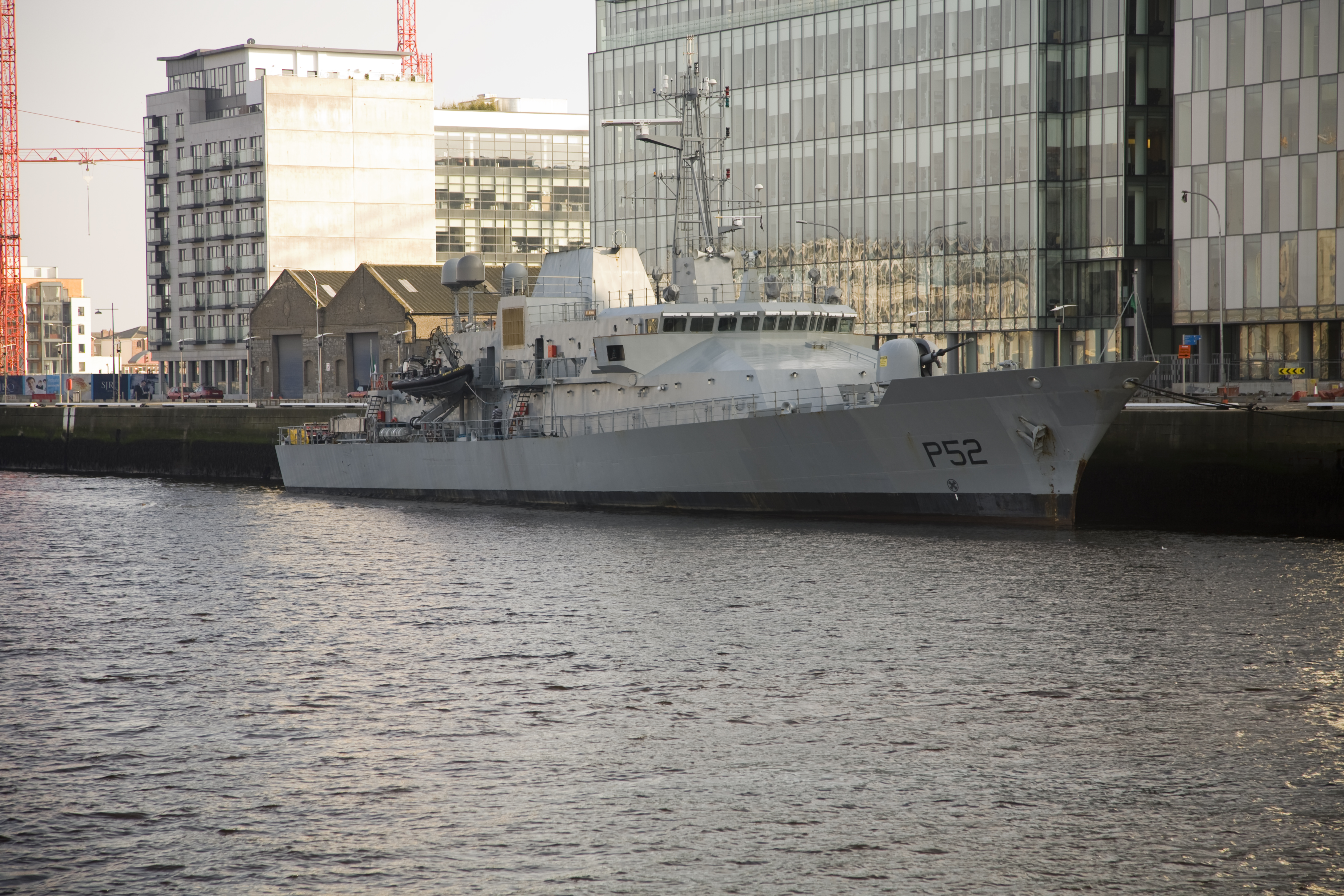
El buque patrullero LÉ Niamh del Irish Naval Service.

- Buques patrulleros de altamar del Irish Naval Service[7]
  - LÉ Emer (P21)
  - LÉ Aoife (P22)
  - LÉ Aisling (P23)
- Buques patrulleros costeros del Irish Naval Service
  - LÉ Orla (P41)
  - LÉ Ciara (P42)
- Buques patrulleros de gran tamaño del Irish Naval Service
  - LÉ Róisín (P51)
  - LÉ Niamh (P52)
- Buques patrulleros con helicóptero del Irish Naval Service
  - LÉ Eithne (P31)

### Islandia
- ICGV Týr (Guardia Costera de Islandia)
- Clase Ægir (Guardia Costera de Islandia)
- ICGV Óðinn (Guardia Costera de Islandia)
- ICGV Þór (Guardia Costera de Islandia)

### Israel
- Clase Dabur - Marina de Israel

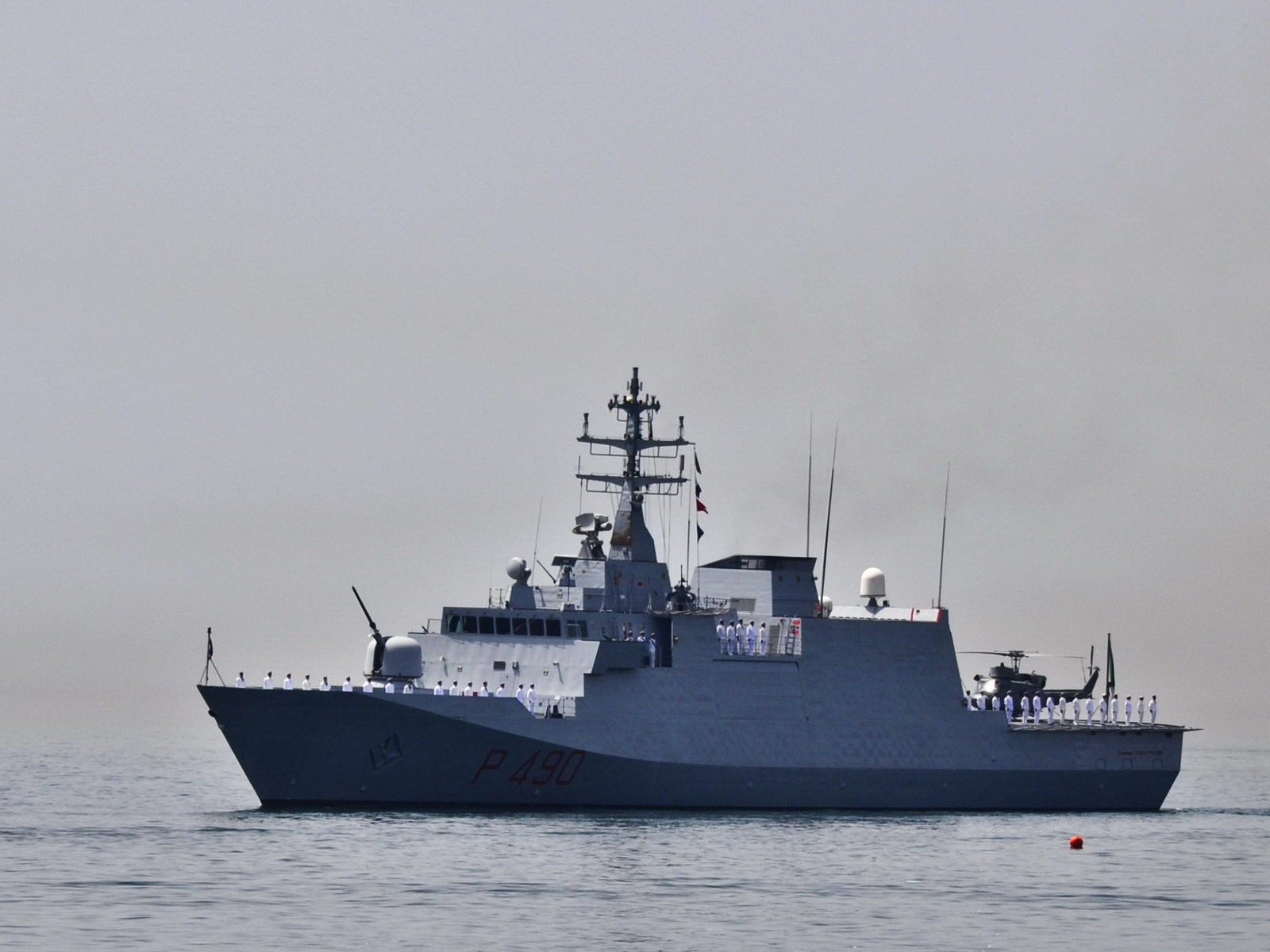
Buque patrullero Cigala Fulgosi de la Marina Militare.

- Clase Super Dvora Mk II - Marina de Israel
- Clase Super Dvora Mk III - Marina de Israel
- Clase Shaldag
  - Shaldag Mk II - Marina de Israel
- Clase Nachsol (Stingray Interceptor-2000) - Marina de Israel

### Italia
- Clase Zara, Guardia di Finanza.

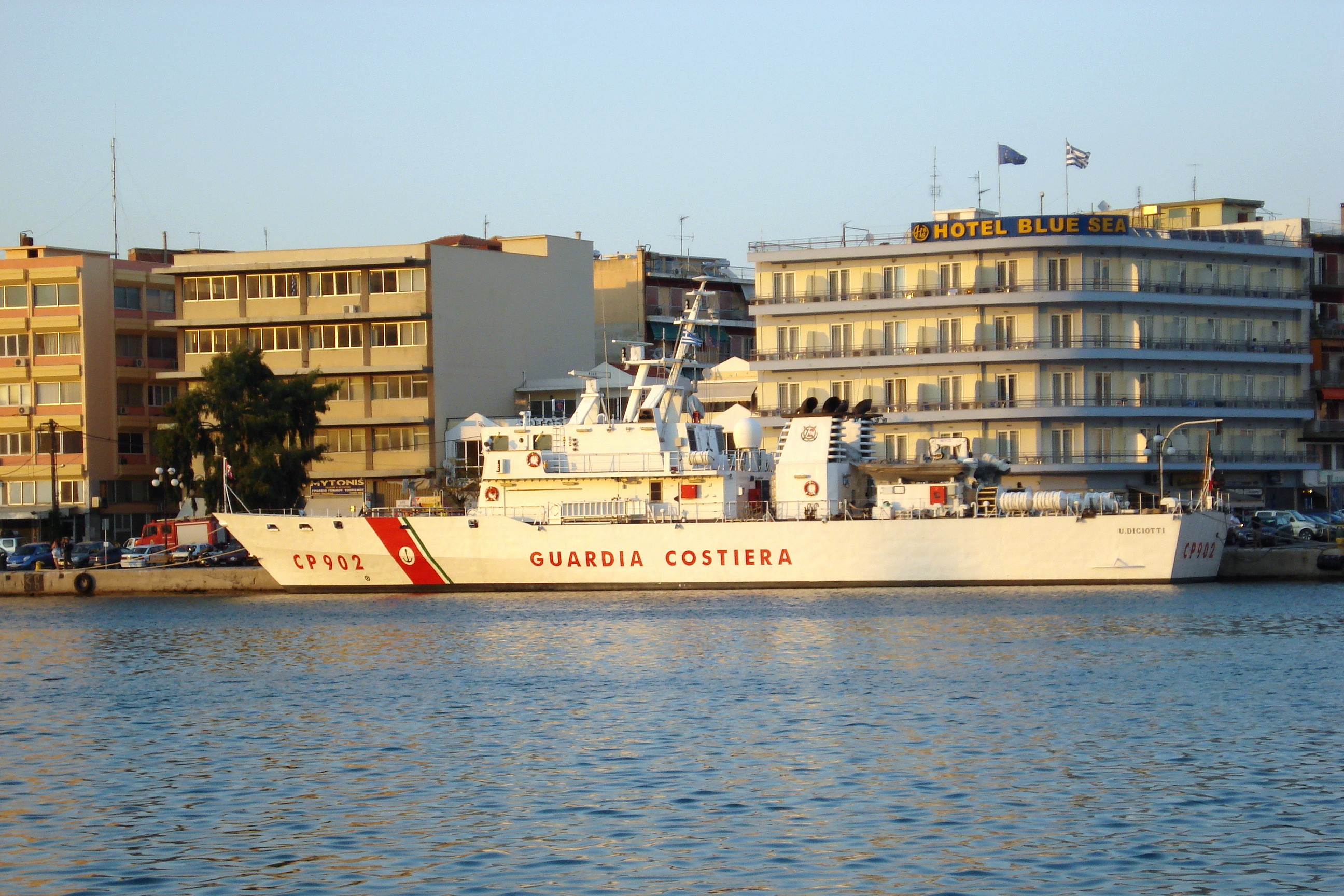
Buque patrullero de la Guardia Costera de Italia U. Diciotti, CP-902.

- Clase Saettia, Guardia Costera de Italia.
- Clase Diciotti, Guardia Costera de Italia.
- Clase Cassiopea, Marina Militare.
- Clase Esploratore, Marina Militare.
- Clase Comandanti, Marina Militare.

### Japón

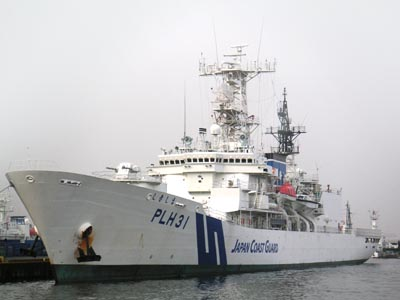
El Shikishima de la Guardia Costera de Japón es el buque patrullero más grande del mundo.

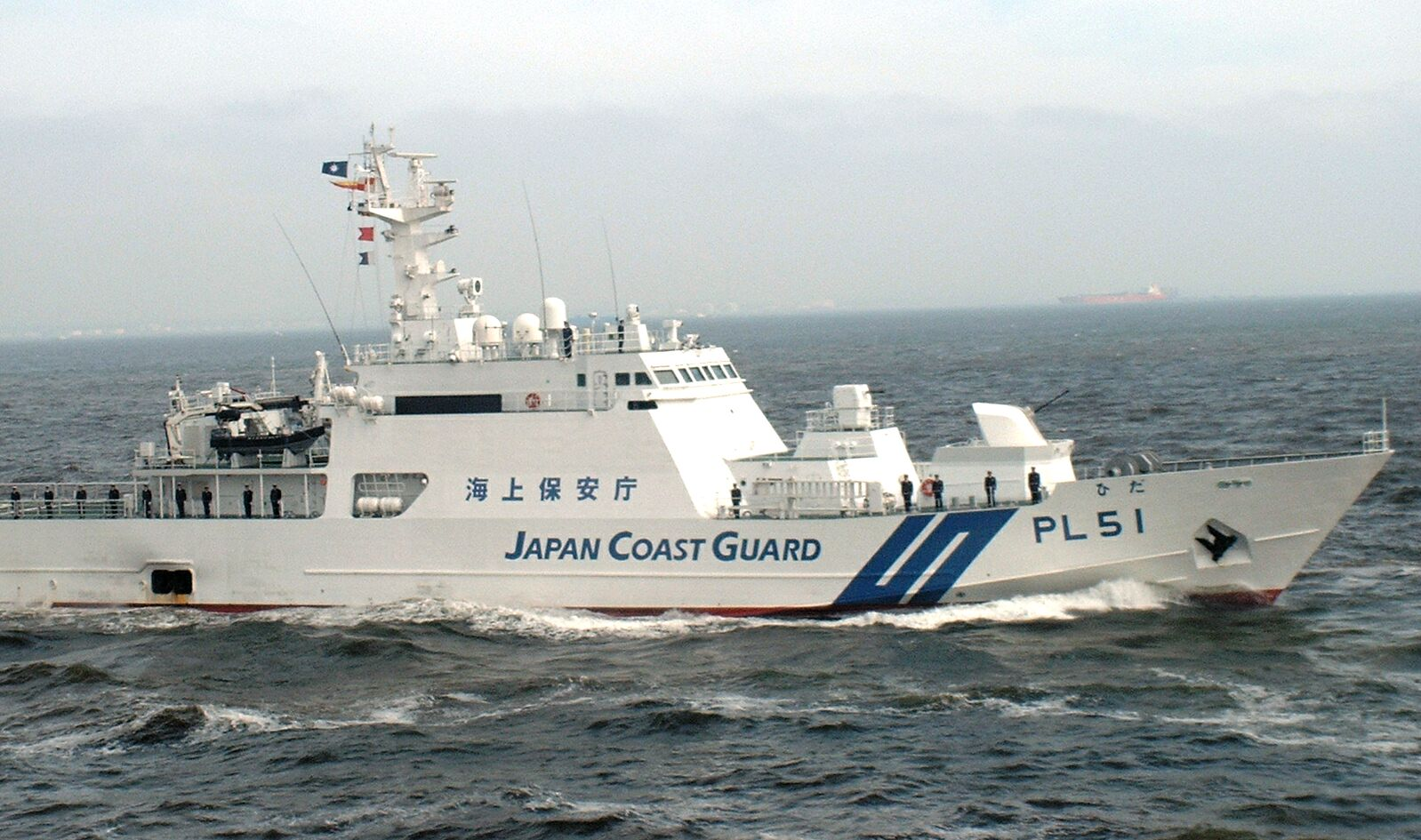
El guardacostas japonés "Hida" (PL51).

- Shikishima, el buque patrullero más grande de la Guardia Costera de Japón.
- Sōya, rompehielos de la Guardia Costera de Japón.
- Clase Hida, buque patrullero de alta velocidad con cubierta para helicóptero de la Guardia Costera de Japón.
- Clase Aso, buque patrullero de alta velocidad de la Guardia Costera de Japón.

### Malasia
- Clase Kedah, Real Armada de Malasia.

### Malta
- Clase Diciotti "Modificada" (P61), del Escuadrón Marítimo de las Fuerzas Armadas de Malta.

### México

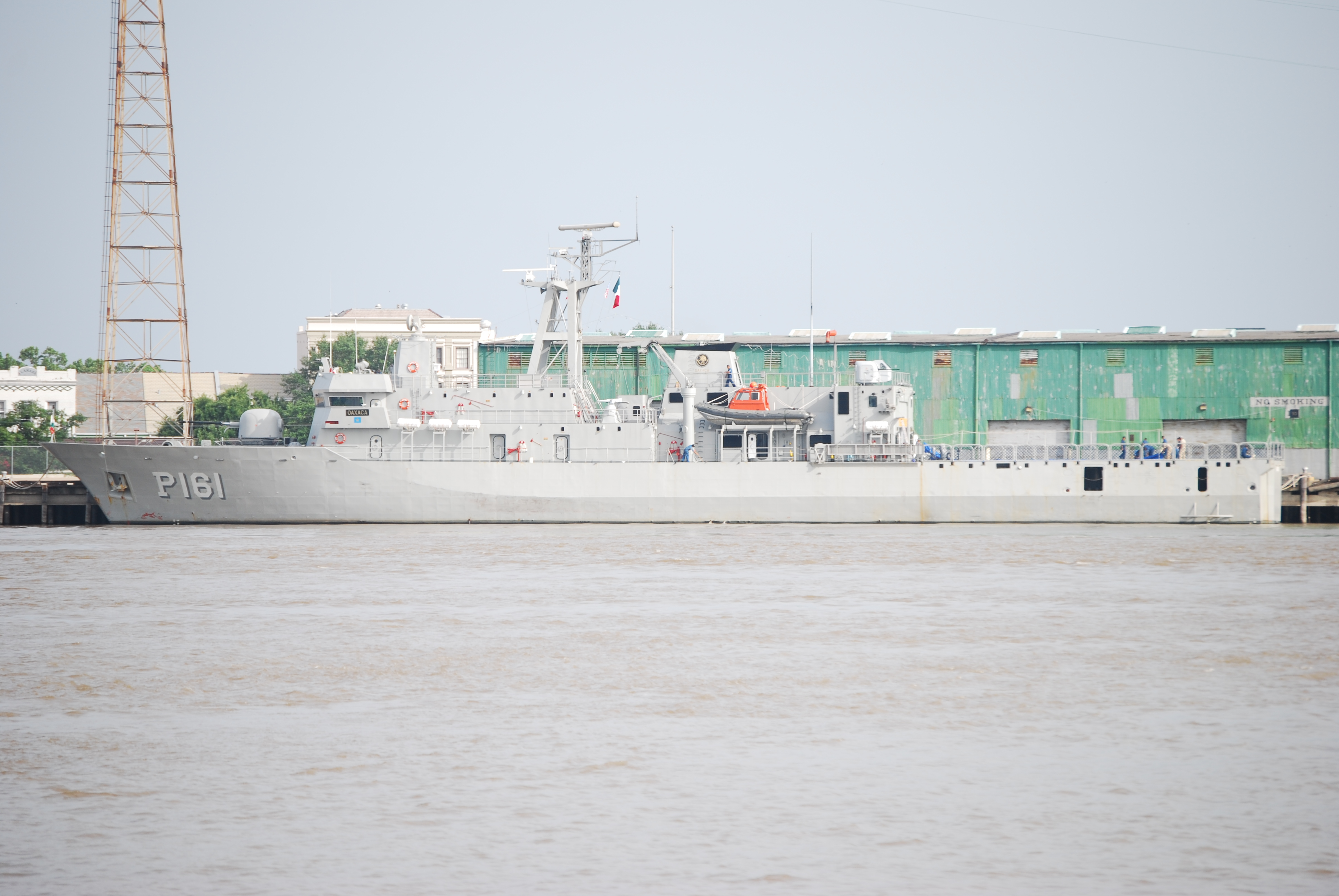
El ARM Oaxaca, un NPA Clase Oaxaca de la Armada de México.

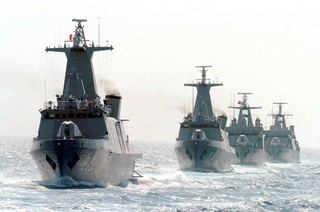
Buques patrulleros Clase Durango de la Armada de México.

- Clase Oaxaca
- Clase Durango
- Clase Sierra
- Clase Holzinger
- Clase Uribe
- Clase Valle (ex-Clase Auk)
- Clase Tenochtitlán
- Clase Azteca
- Clase Demócrata
- Clase Cabo
- Clase Punta

### Noruega

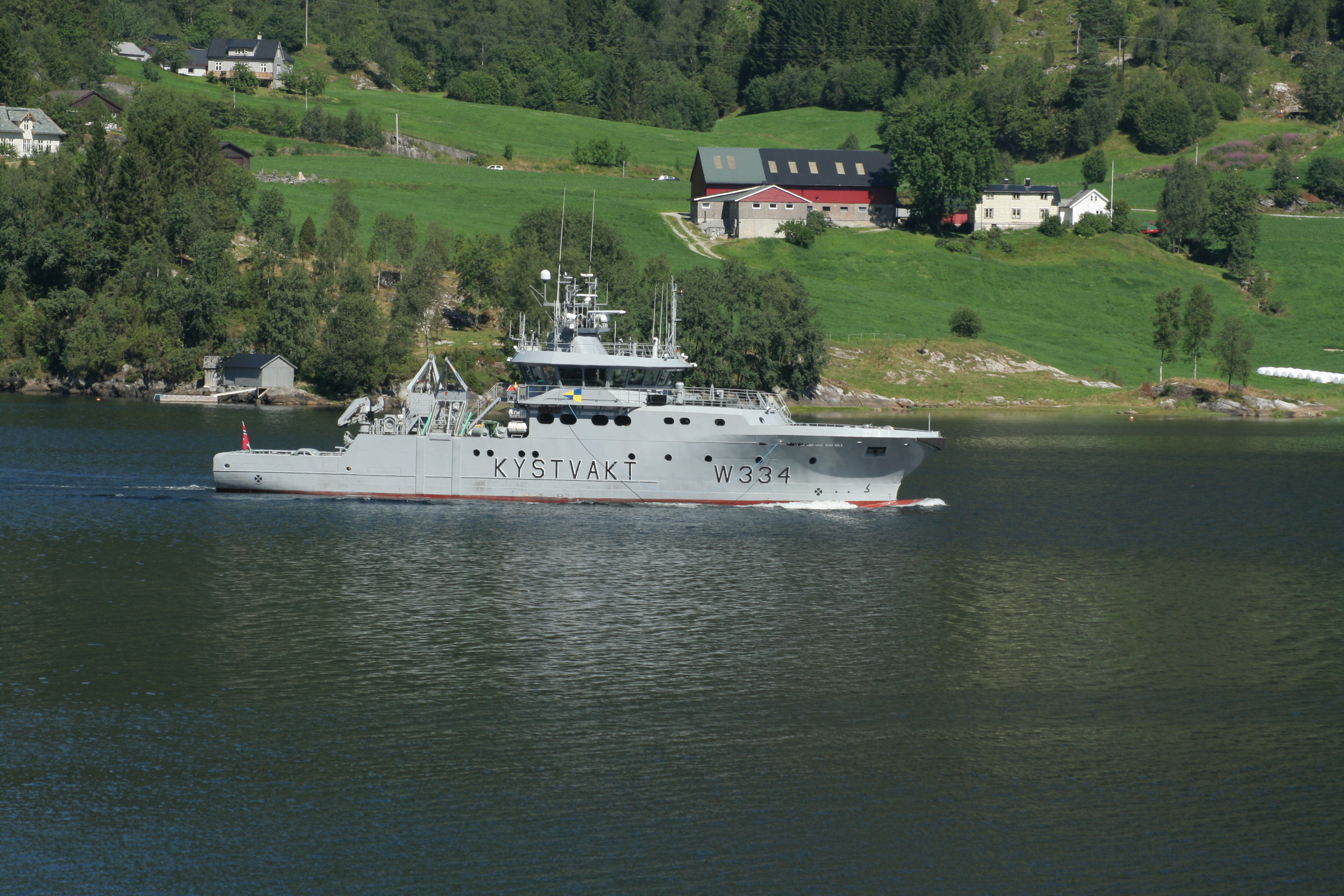
El buque patrullero Clase Nornen Tor (W334 KYSTVAKT) de la Guardia Costera de Noruega.

Armada Real de Noruega
- Clase Rapp
- Clase Tjeld
- Clase Snøgg
- Clase Hauk
- Clase Skjold

Guardia Costera de Noruega
- Clase Barentshav
- Clase Nordkapp
- Clase Nornen

### Nueva Zelanda
- Clase Protector, Armada Real de Nueva Zelanda (2008).
- Clase Protector, Armada Real de Nueva Zelanda (2008).
- Clase Moa, Armada Real de Nueva Zelanda (1983-2008).

### Países Bajos
- Clase Holland (Armada Real de los Países Bajos).

### Paraguay
- P01 Paraguay

### Portugal

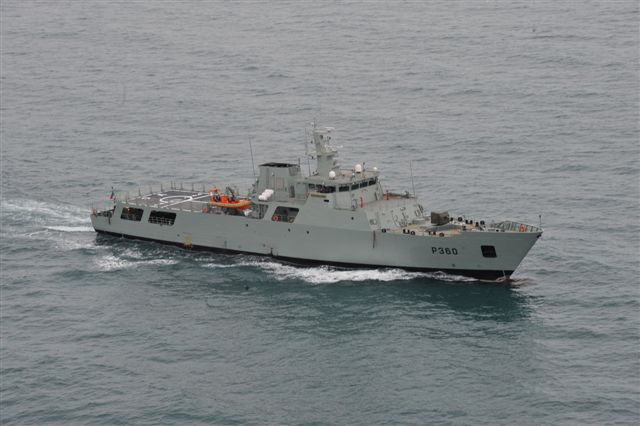
El NRP Viana do Castelo, NPA de la Armada de Portugal.

Marina portuguesa
- Clase Centauro
- Clase Viana do Castelo

### Reino Unido

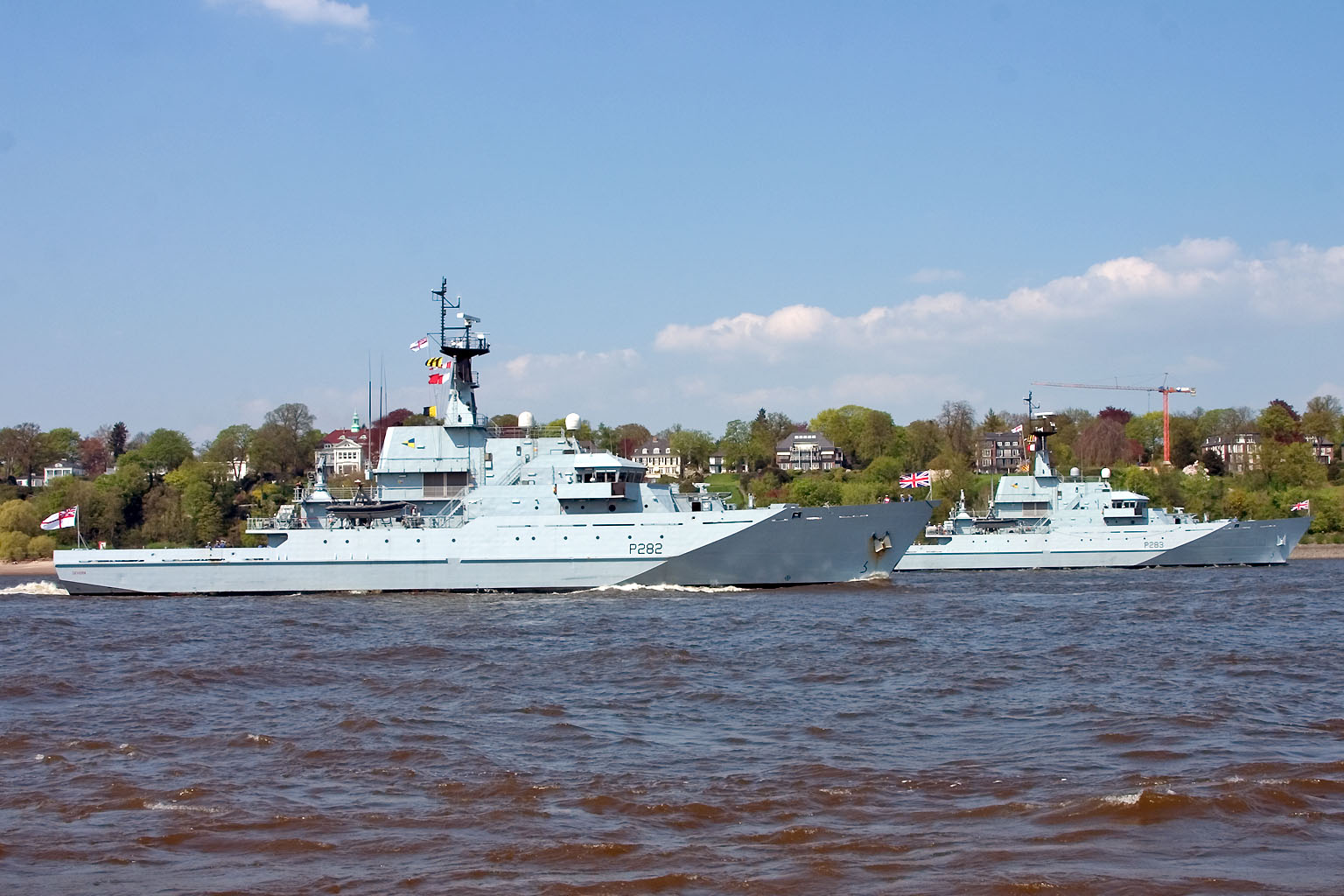
Dos buques patrulleros Clase River de la Royal Navy.

- Motor Launch (Segunda Guerra Mundial).
- Harbour Defence Motor Launch (Segunda Guerra Mundial).
- Clase River.
- Clase Castle.
- Clase Archer.
- Clase Island.

### Rusia
- Clase Mirage (Tipo 14310).
- Clase Svetlyak (Tipo 10410).
- Clase Rubin (Tipo 22460).
- Buque patrullero Mangust.
- Proyecto 12200 Sobol.

### Senegal

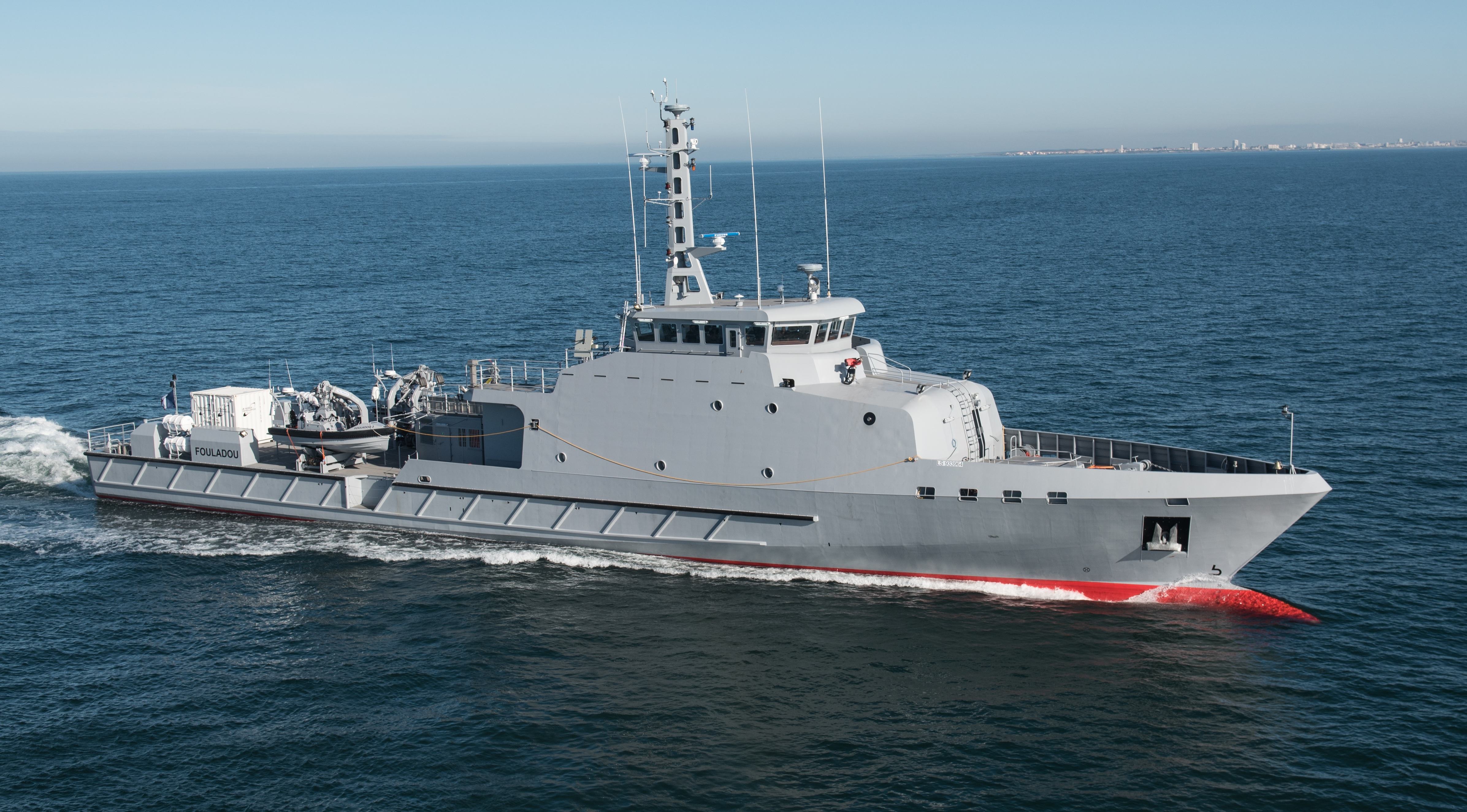
Fouladou, Clase OPV 190 de la Armada de Senegal

- Clase OPV 190, Fouladou, Armada de Senegal
- Clase OPV 45, Kedougou, Armada de Senegal
- Clase RPB 33, Ferlo, Armada de Senegal
- Clase Conejera, P 31 Conejera, Armada de Senegal
- Clase Osprey 55, Fouta, Armada de Senegal
- Clase PR 72, Njambuur, Armada de Senegal

### Singapur
- Clase Fearless (Armada de la República de Singapur).

### Sri Lanka
- Clase Jayasagara (Armada de Sri Lanka).
- Clase Colombo (Armada de Sri Lanka).

### Suecia
- Clase Typ 60 (retirada del servicio).
- Clase Tapper (Armada de Suecia).

### Surinam
- Clase Ocea Type FPB 98
- Clase Ocea Type FPB 72

### Tailandia
- Clase Pattani (Armada Real de Tailandia).

### Turquía
- Clase Kılıç II
- Clase Kılıç I
- Clase Yıldız
- Clase Rüzgar
- Clase Doğan
- Clase Kartal
- Clase Türk
- Clase Tuzla